# Henryk Chmielewski (prawnik)
Henryk Leonard Chmielewski (ur. 12 kwietnia 1907 w Siemieniu, zm. 23 września 1970) – polski prawnik i pisarz, funkcjonariusz Ministerstwa Bezpieczeństwa Publicznego, pracownik Ministerstwa Sprawiedliwości, członek Polskiej Zjednoczonej Partii Robotniczej.

## Życiorys
Syn Jana i Heleny zd. Skoczyńskiej. W latach 1927–1930 pracownik kancelaryjny w Katolickim Związku Młodzieży w Wilnie. Ukończył w 1937 studia prawnicze na Uniwersytecie Stefana Batorego. Podczas studiów związany z katolicką organizacją młodzieży akademickiej „Odrodzenie” i zaprzyjaźniony z jej prezesem Henrykiem Dembińskim. Był także członkiem Akademickiego Klubu Włóczęgów Wileńskich (podobnie jak m.in. Czesław Miłosz i Paweł Jasienica). Po latach, już jako funkcjonariusz MBP, miał ponownie kontakt z Jasienicą, który był przez tę instytucję więziony; według Jasienicy „obaj udali, że się nie znają”.
Od 1939 kierownik i zastępca sekretarza w wileńskim Instytucie Akcji Katolickiej. W okresie II wojny światowej, po zajęciu Wilna przez Sowietów, w 1940 był najpierw inicjatorem powstania polskojęzycznej „Gazety Ludowej”, którą następnie przekształcono w organ Komitetu Miejskiego Komunistycznej Partii Litwy – „Prawdę Wileńską”. Jej ostatni numer ukazał się 23 czerwca 1941.
W grudniu 1942 został skazany na karę śmierci przez podziemny sąd polskiej Armii Krajowej. Wyrok został ogłoszony w podziemnym organie wileńskiej AK „Niepodległość”, a w marcu 1943 przedrukowany przez warszawską podziemną gazetę „Samoobrona”.
W 1943 Chmielewski podjął współpracę z komunistycznym Związkiem Patriotów Polskich, które zleciło mu rozpracowanie szkoły podchorążych AK. W tym celu zlokalizował ustalił, że szkoła znajduje się przy 6. Brygadzie AK w okolicach Bieniakoń-Ejszyszek. Na początku czerwca dołączył do brygady i przez miesiąc prowadził działania wywiadowcze. Został zdekonspirowany i od sądu polowego uchroniło go jedynie nadejście Armii Czerwonej, do której wstąpił.
Po wojnie, w 1946 został inspektorem PAP w Warszawie. Potem, w stopniu kapitana został naczelnikiem Wydziału V Departamentu V MBP (zwalczanie wrogiej działalności kleru) i pełnił tę funkcję od 21 marca 1946 do 30 czerwca 1946. Już jako major od lipca 1946 był wicedyrektorem Departamentu V. Zwolniony w związku z przejściem do innej pracy 25 października 1949.
1 listopada 1949 rozpoczął pracę w Departamencie Nadzoru Sądowego w Ministerstwie Sprawiedliwości. Był inicjatorem utworzenia tzw. Sekcji Tajnej Sądu Najwyższego, która zajmowała się fingowaniem procesów o współpracę z okupantem; wiele z nich zakończyło się wyrokami śmierci. W 1955 przeszedł do pracy w Ministerstwie Spraw Wewnętrznych.
Odznaczony Krzyżem Oficerskim Orderu Odrodzenia Polski (1954).
Wg niektórych źródeł zmarł w latach 50..
Autor książki „Chrześcijaństwo na tle religii świata” (1964) i powieści „Prorok” (1971), a także monografii prawniczych.